# Esenbeckia febrifuga
Esenbeckia febrifuga ist ein Baum in der Familie der Rautengewächse aus dem mittleren bis südlichen und östlichen Brasilien sowie Paraguay bis ins nordöstliche Argentinien.

## Beschreibung
Esenbeckia febrifuga wächst als halbimmergrüner Baum bis über 10 Meter hoch. Der Stammdurchmesser erreicht bis über 40 Zentimeter.
Die gegen- bis fast gegenständigen und gestielten Laubblätter sind dreizählig. Die zugespitzten bis spitzen, kurz gestielten, fast kahlen Blättchen sind elliptisch oder eiförmig bis verkehrt-eiförmig und ganzrandig.
Es werden endständige, fein behaarte Rispen gebildet. Die kleinen, zwittrigen, gestielten und weiß-gelblichen Blüten sind fünfzählig mit doppelter Blütenhülle. Der Kelch ist leicht, weich behaart. Es sind 5 kurze Staubblätter vorhanden. Die Antheren sind herzförmig. Der oberständige und warzige Fruchtknoten ist fünflappig, -teilig, -kammerig. Es ist ein kurzer Griffel mit kopfiger Narbe ausgebildet. Der gelappte Diskus ist becherförmig.
Es werden kleine, holzige, rundliche und stachelige Kapselfrüchte mit beständigem Kelch, mit 1–2 Samen pro Fach, gebildet.

## Verwendung
Die bittere Rinde wird wie die Angosturarinde verwendet. Auch die Blätter werden medizinisch genutzt.
Das helle, mittelschwere Holz ist nicht beständig.